# أكسازول
أكسازول هو مركب عضوي حلقي غير متجانس وغير مشبع له الصيغة الكيميائية C3H3NO، وينتمي إلى مجموعة الآزولات.
يتألف المركب بنيوياً من حلقة خماسية حاوية على ذرتين غير متجانستين، ذرة نتروجين وذرة أكسجين، يفصل بينهما ذرة كربون؛ بالإضافة إلى وجود رابطتين مضاعفتين؛ ويطلق على مشتقاته اسم أكسازولات. يوجد هناك متصاوغ للمركب، وهو إيزوكسازول.

## التحضير
يحضر أكسازول ومشتقاته بعدة طرق معروفة، منها اصطناع روبنسون-غابرييل Robinson–Gabriel synthesis واصطناع فيشر للأكسازول Fischer oxazole synthesis، بالإضافة إلى تفاعل فان لويزن Van Leusen reaction.
كما يمكن أن تتم عملية التحضير بطريقة أخرى انطلاقاً من مركبات أميدات البروبارجيل Propargyl؛ ففي واحدة من الدراسات، تم تحضير الأكسازولات بأسلوب اصطناع القدر الواحد بإجراء تفاعل تكاثف بين أمينات البروبارجيل وكلوريد البنزويل، متبوعاً بتفاعل ازدواج سونوغاشيرا Sonogashira coupling للألكاين الطرفي، ثم بالمعالجة بمركب بارا-تولوين حمض السلفونيك (TsOH).
في طريقة أخرى يتم الانطلاق بالتفاعل بين مركبات نترو كلوريد البنزويل وإيزوسيانيد:
أما الاصطناع الحيوي فيتم انطلاقاً من تفاعل تحلّق وأكسدة السيرين أو الثريونين.

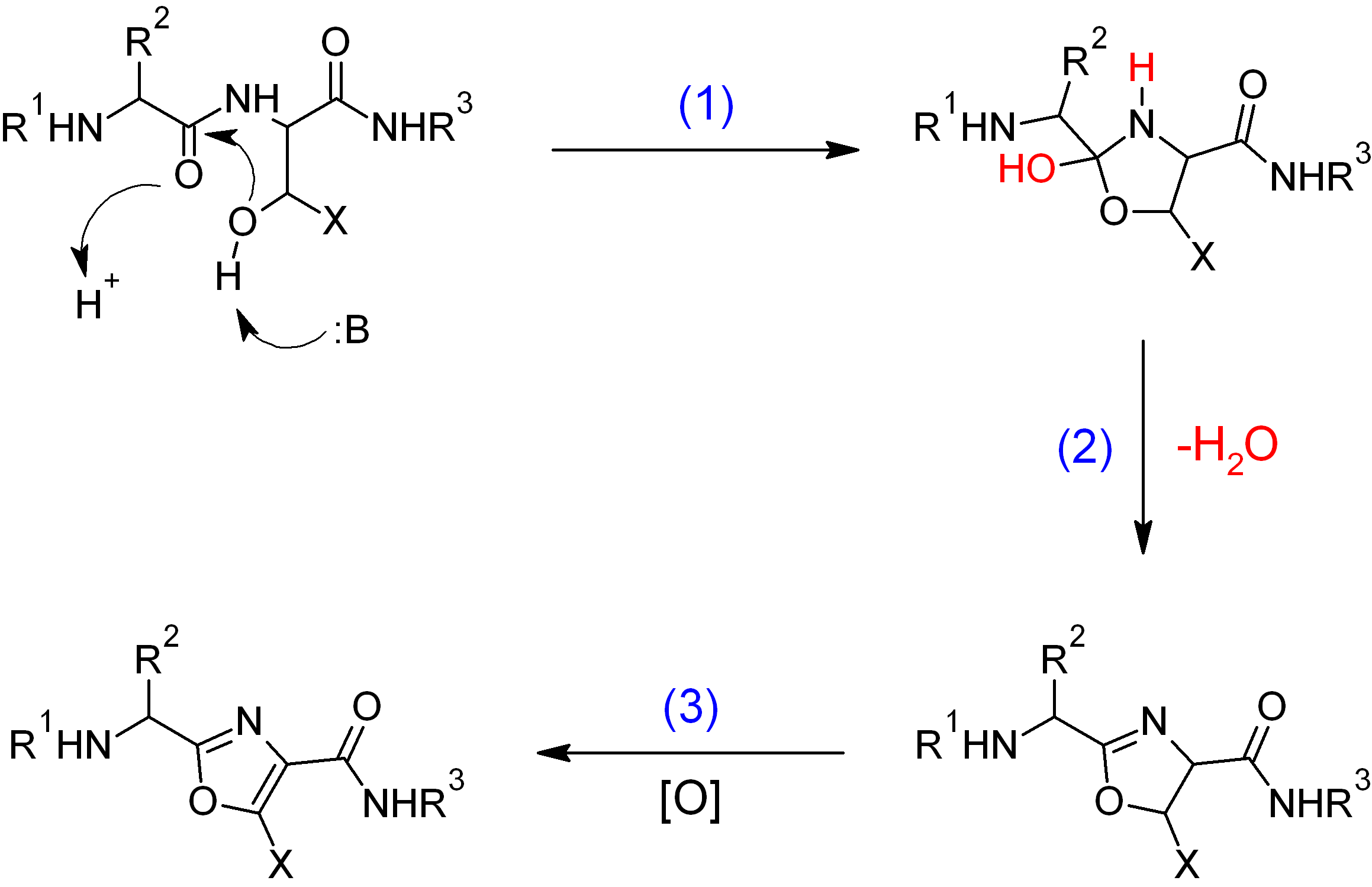
الاصطناع الحيوي للأكسازول

## الخواص
يخضع الأكسازول للعديد من التفاعلات، منها تفاعل نزع بروتون مترافق مع فتح الحلقة إلى مركب إيزونتريل؛ وتفاعل استبدال عطري محب للإلكترونات بوجود مجموعات منشطة؛ وتفاعل استبدال عطري محب للنوى، بالإضافة إلى تفاعل ديلز-ألدر.

## اقرا أيضاً
- إيميدازول
- بيرازول
- ثيازول
- أكسازولين
- أكسازين
- بنزوكسازول